# Minas Tirith

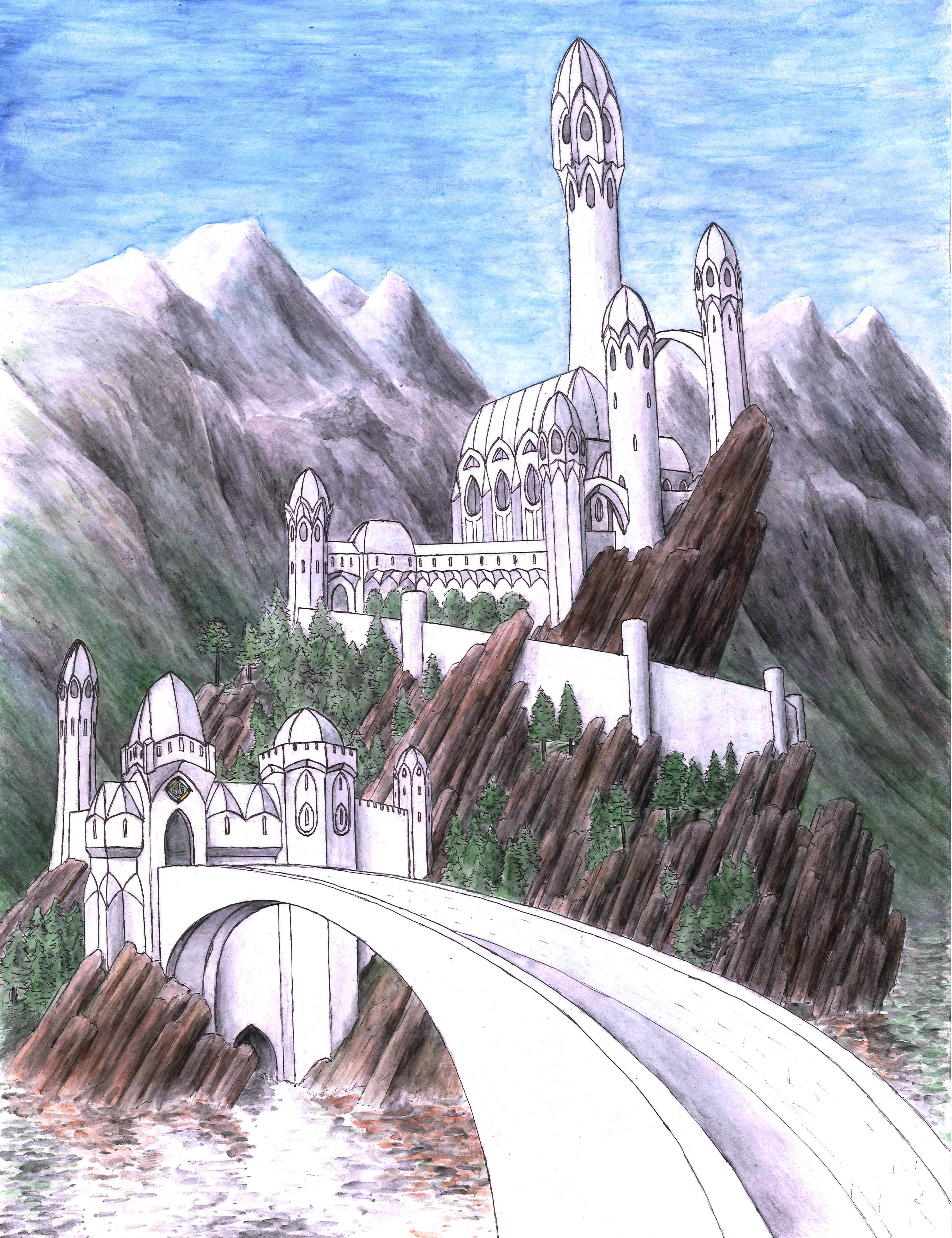
Minas Tirith na ostrově Tol Sirion – ilustrace Matěje Čadila

Minas Tirith (Strážní věž) je pevnost ve světě Středozemě J. R. R. Tolkiena. Byla postavena na začátku Prvního věku Finrodem Felagundem na ostrově Tol Sirionu uprostřed řeky Sirion, aby hlídala sever pole Ard-galen. Po zbudování Nargothrondu ji Finrod svěřil svému bratrovi Orodrethovi.
Roku 457 Prvního věku ji dobyl a obsadil Sauron a ostrov přejmenoval na Tol-in-Gaurhoth, Ostrov Vlkodlaků.
Zhruba o 10 let později zde byli vězněni Finrod a Beren. Finrod byl zabit, ale Beren byl zachráněn Lúthien. Sauron byl poražen a věž zbořena. Přestože byl ostrov několik dalších let pod vládou Noldor, věž již nebyla znovu postavena.